# Vattendrag i Sverige som utmynnar i Östersjön
Vattendrag i Sverige som utmynnar i Östersjön
Vattendragen från norr till söder, med de havsmynnande vattendragen längst till vänster och biflöden ett eller flera snäpp längre till höger. 
(*)=källflöde
- Tämnarån
  - Harboån
  - Åbyån
  - Enstabäcken
- Strömarån
- Forsmarksån
  - Valöån
  - Årböleån*
    - Risforsån*
- Olandsån
  - Norra Olandsån*
    - Kilbyån

  - Södra Olandsån*
- Skeboån
  - Kolarmoraån*
- Broströmmen
- Norrtäljeån
  - Husbyån*
  - Malstaån*
- Penningbyån
- Bodalsån
- Loån
- Åkers kanal
  - Husaån
    - Holmbroån*
    - Kårstaån*
- Norrström
  - Märstaån*
  - Fyrisån*
    - Sävjaån
      - Funboån*
        - Samnan
        - Tomtaån*
          - Lissån

        - Vistebyån*
          - Lejstaån*
          - Fladån*

    - Jumkilsån
    - Samnan
    - Björklingeån
    - Vendelån
    - Flymyraån*

  - Hågaån*
  - Sävaån*
  - Örsundaån*
    - Skattmansöån
    - Lillån
    - Arnebobäcken

  - Svartån*
    - Bovallsbäcken
    - Lillån
    - Prästhytteån
      - Murån

  - Asköbäcken*
  - Vretabäcken*
    - Åbybäcken*
    - Lillhäradsbäcken

  - Kolbäcksån*
    - Bergsån
    - Nybrobäcken
    - Vallsjöbäcken
    - Grillsjöbäcken
    - Lövviksbäcken
    - Snytån
      - Norbergsån*
        - Flikån*

    - Ån
    - Norrbyån
    - Stimmerboån
      - Mattsboån*
        - Åsmansboån*

    - Finnbobäcken
    - Holängsbäcken
    - Haggeån
      - Snöån*
      - Saxån*

    - Malån
    - Gonäsån*
    - Krabbsjöån*
    - Burån*
      - Grättån
      - Norsån
      - Svensksjöån
      - Pajsoån*
        - Mörtån
        - Storsjöån

      - Gänsån
        - Gräsån*

    - Saxhyttån*
    - Norrboån*
      - Lungmyrån
      - Håjensån*
        - Tyrsån*
          - Orsån*

      - Salån*
        - Knalbäcken

  - Köpingsån*
    - Kölstaån*
    - Valstaån*
      - Stockmorbäcken*
      - Långängsbäcken*

  - Hedströmmen*
    - Gisslarboån
      - Gunnilboån*
        - Flenaån

    - Vålbäcken
    - Önebobäcken
    - Djurlångsån

  - Arbogaån*
    - Lillån
      - Vibobäcken*
      - Rabobäcken*
        - Ombrobäcken
        - Långbrobäcken

    - Skedviån
    - Ässingån
      - Finnåkerån*
        - Långbroån*

    - Sverkestaån
      - Övreån
        - Smedbäcken*

      - Forsån
      - Getryggsån*
      - Sandån*

    - Dyltaån
      - Noraån*
        - Hagbyån*
          - Bälgån
          - Venaån*
          - Mogravälven*

      - Bornsälven*
        - Rastälven*
          - Grönälven*
            - Allmosälven

          - Lankälven*

    - Sågån
    - Albäcksån
    - Hammarskogsån
    - Kölsjöån[förtydliga]
    - Rällsälven
      - Nittälven*
        - Nordtjärnsälven
        - Västerbäcken*

    - Högforsälven*
    - Hörksälven*

  - Eskilstunaån*
    - Tandlaån
      - Köllerån*
      - Slytån*

    - Kvarnån
    - Kälvsån*
    - Forsån*
    - Täljeån*
      - Kumlaån

    - Äverstaån*
    - Svartån*
      - Tysslingeån
        - Frösvidalån*
        - Blackstaån*

      - Garphytteån
        - Lekhytteån

      - Stavån
      - Spettån*
      - Norra Svartån*
      - Södra Svartån*
        - Laxån
        - Långsmoån*
          - Kråkån

  - Prästgårdsån*
  - Råckstaån*
    - Bergaån*
      - Lännaån*

  - Turingeån*
- Grindsjöån
- Axån
- Moraån
  - Ogaån
- Trosaån
  - Sigtunaån*
    - Välaån*
    - Lifsingeån*
      - Skeppstaån*
- Svärtaån
  - Vedaån*
- Nyköpingsån
  - Husbyån*
    - Malmaån*
    - Skebokvarnsån*

  - Helenlundeån*
    - Flodaån*

  - Flintaån*
  - Yngarån
    - Åkforsån*
      - Vingåkersån*
        - Gammalån
        - Svennevadsån*
- Kilaån
  - Virån*
  - Vretaån*
- Näveån
- Pjältån
- Motala ström
  - Börgölsån
    - Djupån
    - Jutån*
      - Hunnån*
        - Venån*

    - Igelforsån*
      - Iboholmsån*
      - Bosån*

  - Finspångsälven
    - Emmaån
    - Sätraån
      - Göseboån*
      - Hammarån*

    - Storån*
      - Skansån
      - Kvarnsån*
      - Hättorpsån*
        - Godegårdsån*

  - Kumlaån*
    - Tedenån

  - Sviestadån
    - Vårdsbergsån*

  - Stångån*
    - Kvarntorpsån
    - Kisaån
      - Lillån
      - Vervelån
      - Bringesån*

    - Bolån
    - Hägerumsån
      - Norängsån*

    - Lillån

  - Svartån*
    - Lillån
      - Kapellån
        - Slakaån
        - Humpån*
        - Fettjestadån*

    - Skenaån
    - Åsboån
    - Lillån
    - Sjögarpsån
    - Bulsjöån
    - Noan
    - Mölarpsån
    - Boån

  - Huskvarnaån*
    - Stenån
    - Stensjöån
      - Bokån*
      - Rummaån*

    - Huluån*
      - Lanån
      - Fredriksdalsån*
      - Tutebäcken

  - Tabergsån*
    - Jäboån
    - Väderydsån*

  - Dunkehallaån*
  - Lillån*
  - Dummeån*
  - Haboån*
  - Karpån*
  - Hornån*
  - Gagaån*
  - Svedån*
  - Rödån*
  - Holmån*
  - Skämmingsforsån*
  - Hjoån*
  - Edsån*
    - Örlan

  - Aspaån*
  - Ämmeån*
    - Rinnesån*
    - Torsbroån*
      - Kladdeboån
- Vadsbäcken
- Varaån
- Storån
- Rönöån
- Hällaån
  - Fillingerumeån
  - Byngsboån*
    - Gusumsån*
- Vindån
  - Kvarnån*
  - Fånån*
- Edsån
  - Storån*
- Loftaån
  - Sedingsjöån*
- Rammån
- Tynnsån
- Götan
- Toteboån
  - Venån*
  - Gröppleån*
- Bodaån
  - Tunaån*
- Virån
  - Norra Virån*
    - Verån*
      - Illån
      - Bjärkeån*

  - Södra Virån*
- Döderhultsbäcken
- Applerumsån
- Emån
  - Tjusåsaån
  - Videbäcken
    - Stenbäcken*

  - Nötån
  - Gårdvedaån
    - Skärveteån*
      - Farstorpaån*
        - Tranebroån*
        - Hålebäcken*

    - Virserumsån*
      - Björnån*
        - Flissån

      - Tängelån*

  - Silverån
    - Lillån
      - Nyemålaån*

    - Brusaån
      - Sågån*

  - Stensjöbäcken
  - Sällevadsån
    - Kråkshultsbäcken*

  - Pauliströmsån
    - Bolstraån*
    - Smedhemsån*

  - Gnyltån
    - Lillån

  - Solgenån
    - Eksjöån
      - Stampån
      - Skiverstadån*
      - Nybroån*

    - Nömmenån*

  - Hjärtån
  - Kroppån
    - Linnöån*

  - Holmån*
- Örnebäcken
- Koverhultbäcken
- Alsterån
  - Trändeån
  - Badebodaån
  - Håndabäcken
  - Lillån
  - Forsaån
    - Kvillsån

  - Dammån*
  - Västrabyån*
- Snärjebäcken
- Nävraån
- Ryssbyån
- Läckebyån
- Ljungbyån
  - S:t Sigfridsån
    - Äspebäcken
- Hagbyån
  - Örsjöån*
- Halltorpsån
- Torsåsån
  - Glasholmsån
  - Strömbyån
- Brömsebäcken
- Åbyån
- Lillån
- Lyckebyån
  - Törnån
  - Bjurbäcken
- Silletorpsån
- Nättrabyån
- Listerbyån
- Ronnebyån
  - Stångsmålaån
  - Lesseboån
  - Fibbleån*
- Vierydsån
- Bräkneån
- Mieån
  - Drevån
- Mörrumsån
  - Horgeån
  - Aggån
  - Skaddeån
  - Lekarydsån
    - Tvärån

  - Svanåsbäcken
  - Rottneån
  - Kavleån
  - Hjulatorpsån
  - Lugnån
- Gallån
- Östra Orlundsån
- Skräbeån
  - Byaån*
  - Holjeån*
    - Vilshultsån*
    - Snöflebodaån*
    - Olofströmmen*
      - Ekeshultsån*
        - Åbroån
- Helge å
  - Forsakarbäcken
  - Mjöån
    - Söndre å*

  - Vramsån
    - Ryabäcken

  - Mosslundabäcken
  - Vinnöån
  - Bivarödsån
    - Svartån*

  - Almaån
    - Lilla å
    - Farstorpsån
    - Hörlingesån
      - Röke å
        - Humlesjöbäcken

    - Mjölkalångaån*
    - Matterödsån*

  - Olingeån
  - Baggabäcken
  - Klingaån
    - Rumperödsån*
    - Glimån*

  - Vieån
    - Värsjöån*

  - Simontorpaån
  - Lillån
  - Lillån
  - Prästebodaån
  - Vissjöån
  - Östra Helgeån
    - Grettaån

  - Lilla Helgeån
  - Ljungbäcken
- Siggesholmsån
  - Gaddarödsån*
- Julebodaån
  - Hörrödsån*
- Verke å
- Rörums norra å
- Rörums södra å
- Tommarpsån
  - Sillavadsån*
  - Listarumsån*
- Kabusaån
  - Norre å
  - Tuvabäcken*
  - Hammars ränna*
- Nybroån
  - Örupsån*
  - Fyleån*
    - Trydeån
- Svartån
- Skivarpsån
- Dybäcksån
- Nilstorpsån
- Dalköpingeån